# Perrou
Perrou är en kommun i departementet Orne i regionen Normandie i nordvästra Frankrike. Kommunen ligger i kantonen Juvigny-sous-Andaine som tillhör arrondissementet Alençon. År 2022 hade Perrou 325 invånare.

## Befolkningsutveckling
Antalet invånare i kommunen Perrou
| Referens: INSEE |